# Fernand Ortlieb
Fernand Ortlieb, né le 14 janvier 1909 à Beblenheim (Haut-Rhin) et mort le 28 janvier 1985 à Colmar (Haut-Rhin), est un homme politique français.

## Mandats
- Député du Haut-Rhin (1956-1958)